# FP-45 Liberator
FP-45 Liberator (Flare-Projector) je malá primitivní jednoranná pistole vyráběná Spojenými státy za druhé světové války během roku 1942 a používaná především domorodým odbojem v Asii v boji proti Japoncům (zejména na Filipínách a v Číně), méně v Evropě proti nacistům (avšak všude, ve Francii, Belgii, Holandsku, Dánsku, Norsku, Polsku, Ukrajině, Rumunsku, Řecku a Jugoslávii, po atentátu na Heydricha v malém množství i v Protektorátu, ba i v samotném Německu a Rakousku). Někdy se uvádí, že jde o speciální zbraň pro speciální jednotky –  to je však nesmysl, vzniklý z toho, že její vývoj byl zadán na popud zvláštních služeb – OSS (US) a SOE (GB). Ve velkých množstvích byla volně shazována v kartonových krabicích z amerických letadel na podporu domácího odboje. Působila především psychologicky, okupanti byli ochromeni faktem, že proti nim stojí obyvatelstvo, masivně vyzbrojené střelnými zbraněmi a blokující tak velkou část pěchoty, která tím pádem nemohla být nasazena při další invazní okupaci. Zbraň vyráběla firma Guide Lamp Corporation of GMC od června do srpna 1942, sestavení jedné zbraně údajně trvalo (statisticky) jen 7,5 sekundy. Vyrobeno bylo celkem milion kusů v ceně 2,60 USD za kus. Do Británie z nich bylo odesláno k distribuci 500 000, zbytek zůstal v USA. Nepoužité zbraně ve Velké Británii byly v r. 1945 sešrotovány nebo byly vysypány do moře. Zbytek byl po 2. světové válce spojenými státy americkými prodán ve spolupráci s Velkou Británií do zahraničí. Dnes je sběratelská cena až tisíckrát vyšší.

## Konstrukce zbraně
Celá pistole sestává z 23 dílů a je celá lisována a bodově svařena z plechu s výjimkou hlavně a "závěru". V pažbičce byly vloženy 4 náboje ráže .45 ACP (dalších 6 bylo přiloženo v krabici, větší počet výstřelů se nepředpokládal –  filosofie Chceš lepší zbraň? –  zastřel si!), hlaveň je tvořena prostou hladkou 1/2" trubkou, úderník je přímotažný, zápalník tvoří pouhý zakalený trn na zpět ohnutém konci osy úderníku, vystupující z bloku tvořícího závěr. Závěr se natáhl, vyklonil doleva, vložil se náboj, uzamkl se v hlavni svislým plátkem plechu, v němž byl otvor pro úderník a nad ním otvor pro čep na bloku závěru, který tento plátek zamykal a nahoře  zářez hledí. Plátek se pohyboval v mezeře mezi koncem hlavně a lemováním převleku hlavně, zesilujícím oblast "nábojové komory". Poté se závěr vrátil do svislé polohy. Po natažení závěru (tlakem na spoušť, systém DA) tento střílel ze zadní polohy, účinný dostřel je udáván 8 m (25 feet) -– střela byla v hladké hlavni dosti volná a hlaveň krátká. Vystřelená nábojnice se vyrážela vhodnou tyčkou, vsunutou do ústí hlavně. Předpokládaná životnost zbraně byla 50 výstřelů.
Poznámka: Zbraň jsem neměl v ruce, avšak domnívám se, že oproti udávaným TTD musela používat revolverový náboj .45 Colt s okrajem, protože hlaveň tvořila hladká 1/2" (.50) trubka a pistolový bezokrajový náboj .45 ACP by volně propadal.[rozpor]